# Козе-Доли (Нижньосілезьке воєводство)
Козе-Доли (пол. Kozie Doły, нім. Kosiadel) — село в Польщі, у гміні Котля Ґлоґовського повіту Нижньосілезького воєводства.
Населення — 213 осіб (2011).
У 1975-1998 роках село належало до Легницького воєводства.

## Демографія
Демографічна структура станом на 31 березня 2011 року:
|          | Загалом | Допрацездатний вік | Працездатний вік | Постпрацездатний вік |
| -------- | ------- | ------------------ | ---------------- | -------------------- |
| Чоловіки | 109     | 29                 | 72               | 8                    |
| Жінки    | 104     | 27                 | 61               | 16                   |
| Разом    | 213     | 56                 | 133              | 24                   |